# 집념 (영화)
"집념"은 이은성 각본, 최인현 감독의 1977년 영화이다. 역사 속에 숨겨져 있었던 인물을 발굴하여 영화 속에 재현시킨 사극물이다.

## 줄거리
천한 종이었던 손씨를 어머니로, 용천부사 허륜을 아버지로 태어난 허준은 천첩의 자식은 과거를 볼 수 없는 국법 때문에 어디론가 자기들의 신분을 모르는 새 고장을 찾아 인생을 재출발하려 고향을 떠난다. 그래서 흘러든 곳이 경상도 산청. 여기서 허준은 삼적대사의 권고로 당시의 명의 유의태에게 사사(師事), 마침내 스승을 뛰어넘는 신진기예의 명의원으로 성장하게 된다. 이어 나라에서 실시하는 의원 취재에 장원급제, 내의원 내의가 된다. 온갖 모함과 주위의 질시 속에서도 차츰 두각을 나타낸 허준은 마침내 그 당시의 어의 양례수도 못고친 광해군의 어려운 병을 완쾌시켜 선조의 신임을 획득, 어의가 된다. 때마침 불어닥친 임진왜란 7년기간 동안 임금과 왕실의 시탕에 전념한 공로로 정일품 보국숭록대부에 양평군이 된다. 그러나 양반이 아닌 그의 신분 때문에 끊임없는 상소사태를 빚게 되고 끝내 모든 작록을 박탈당한다. 더구나 임금의 약을 잘못 지었다는 죄목으로 거제도로 유배까지 당한다. 유배 2년 만에 새 임금 광해군의 특지로 한양에 돌아와 의서(醫書) 국역에 착수하던 중 때마침 평안도 일대에 맹렬한 전염병(흑사병)이 돌아 그곳에 달려가 많은 동포의 목숨을 구하다가 그 또한 죽음을 당하게 되고 한때 환수당했던 보국숭록대부와 양평군의 작호를 묘 앞에 추증받는다.

## 출연
- 이순재
- 김창숙
- 김인태
- 박병호

## 수상
- 1977년, 제16회 대종상 시상에서 우수작품상·감독상·각본상·편집상·촬영상 등